# Jordrente
Jordrente er den særlige løbende indkomst eller det afkast, som ejeren af et jordstykke kan indtjene som følge af ejerskabet af jorden. Man kan enten tænke på afkastet som den leje, ejeren kan tjene ved at bortforpagte eller udleje jordstykket, eller som det løbende afkast af værdien af jord og eventuelt andre naturresurser, som ikke skyldes den enkelte grundejers indsats.

## Jordrenten i økonomisk teorihistorie
Jordrente var et velkendt begreb og diskussionsemne allerede for de klassiske økonomer som Adam Smith og David Ricardo. De skelnede ofte mellem de tre produktionsfaktorer arbejde, kapital og jord som grundlaget for al produktionsværdi, og løn, profit og jordrente som den tilhørende aflønning af hver produktionsfaktor. Ikke mindst David Ricardo udviklede denne teori.

## Et eksempel på knaphedsrente
Jordrenten beror på, at jord er en knap ressource, der kun findes i en given mængde. Jordrenten er dermed et specialtilfælde af det mere generelle begreb knaphedsrente, som defineres som den del af en indkomst, der betales til en produktionsfaktor ud over dens alternativomkostning, altså det beløb, der er nødvendigt for at fastholde dens brug.

## Jordrenten som skatteobjekt
Den kendsgerning, at jord er en produktionsfaktor, der udbydes i en given konstant mængde, bevirker, at det er et hensigtsmæssigt skatteobjekt ud fra et samfundsøkonomisk effektivitetssynspunkt. En årlig skat på jordrenten vil nemlig i modsætning til beskatning af arbejde eller kapital ikke bevirke nogen forvridninger. En skat i stil med den danske grundskyld skaber altså ikke noget dødvægtstab i modsætning til de fleste andre eksisterende skatter.
Ideen om jord som et særlig egnet skatteobjekt har også været grundlag for den amerikanske journalist og økonom Henry Georges tanker og for den politiske bevægelse, georgismen, som han grundlagde.

## Jordrentebrug
Georgismen har haft en vis indflydelse på det danske samfunds udvikling og lovgivning, især i første halvdel af det 20. århundrede, hvor tankerne var udbredt i husmandsbevægelsen og i partier som Retsforbundet og Det radikale Venstre. Ud over lovgivningen om grundskyld sås det tydeligt i oprettelsen af en række jordrentebrug, et begreb, der blev indført med loven om lensafløsning i 1919. I forbindelse med lensafløsningen købte staten en tredjedel af de danske majoraters jord og udstykkede dem til omkring 2300 husmandsbrug. Husmændene købte imidlertid ikke jorden, som forblev statens ejendom, men overtog blot brugsretten (kaldet brugseje) hertil mod at betale en løbende halvårlig afgift på 2,25 % af jordværdien - altså virkeliggørelsen af den georgistiske tanke om fuld grundskyld. Dermed opstod de såkaldte statshusmandsbrug. Ved senere overdragelse af husmandsbruget til en ny bruger kunne den hidtidige beboer sælge værdien af bygninger, egne grundforbedringer mv., men fik ikke nogen betaling for selve jordværdien.